# Manuel Feio
Manuel Feio foi um religioso português.
Era natural da cidade de Beja, onde terá nascido por volta do século XVI. Doutorou-se em Cânones pela Universidade de Coimbra e devido ao seu grande prestígio ganhou o nome de Mestre Manuel. Foi pároco da Igreja do Salvador de Beja e traduziu do espanhol e latim as Actas do Martírio de Sisenando, diácono e mártir, pedindo à Santa Sé a solene aprovação do culto ao referido diácono e mártir pacense, o que de facto aconteceu por Decreto de 13 de Fevereiro de 1598, dado pelo Papa Clemente VIII.
Os seus trabalhos sobre o Santo Pacenese concluíram quando a 24 de Outubro de 1651 o Senado Municipal da Cidade de Beja proclamou oficialmente Sisenando como padroeiro da Cidade e seu Distrito.